# Maude Bonney
Maude Rose Bonney, detta Lores (Pretoria, 20 novembre 1897 – Miami, 24 febbraio 1994), è stata un'aviatrice australiana.
È ricordata, in particolare, per essere stata la prima donna a volare da sola, nel 1933, dall'Australia all'Inghilterra, impresa per cui venne insignita dell'onorificenza di Membro dell'Ordine dell'Impero Britannico da Giorgio V.

## Biografia
Nacque a Pretoria col nome di Maude Rose Rubens ed in seguito adottò il nome "Lores" (abbreviazione di Dolores), preferendolo ai suoi nomi di battesimo. La famiglia, di origine tedesca, si trasferì prima in Inghilterra e poi in Australia. Dopo aver studiato prima a Melbourne e poi in una scuola di perfezionamento in Germania, una volta rientrata in Australia conobbe e sposò nel 1917 Harry Barrington Bonney, un facoltoso mercante e produttore di pelletteria, e con lui si trasferì poi a Brisbane, nel Queensland.
Nel 1928 conobbe Bert Hinkler, cugino di primo grado del marito, di professione aviatore, che aveva stabilito un record di volo in solitario tra Inghilterra ed Australia sul suo biplano Avro Avian (oggi custodito al Queensland Museum di Brisbane). Le imprese di Hinkler accesero l'immaginazione di "Lores" ed il suo primo volo sul biplano confermò la sua determinazione ad imparare a volare. Inizialmente, prese segretamente le sue prime lezioni e quando comunicò al marito quanto stava facendo, questi le comprò un biplano de Havilland DH.60 Moth, avente codice VH-UPV, con il quale iniziò i suoi voli da record e che ella soprannominò "My Little Ship".
Le sue principali imprese furono:
- 1931: Brisbane - Wangaratta (1.600 km), record femminile di distanza percorsa in un giorno;
- 1932: Circumnavigazione dell'Australia (12.800 km), prima donna a effettuarla per via aerea;
- 1933: Brisbane - Croydon (20.000 km), prima donna a volare dall'Australia all'Inghilterra. Il volo iniziò il 10 aprile 1933. A causa di una tempesta, dovette effettuare un atterraggio di emergenza in Thailandia, ma per la presenza di bufali d'acqua, fu costretta ad ammarare. Recuperato il velivolo grazie all'aiuto degli abitanti, "Lores" mandò il suo aereo a Calcutta per le riparazioni. Dopo circa un mese, il 25 maggio, ripartì alla volta dell'Inghilterra ed atterrò a Croydon il 21 giugno;
- 1937: Brisbane - Città del Capo (16.826 km), primo volo in assoluto dall'Australia al Sudafrica (eseguito però su Klemm L32-V con codice VH-UVE).

Lo scoppio della seconda guerra mondiale pose fine alla sua carriera di aviatrice, proprio mentre stava pianificando il suo prossimo volo che prevedeva la circumnavigazione del globo terrestre, attraverso il Giappone, l'Alaska e gli Stati Uniti. Il Klemm fu distrutto a seguito di un incendio divampatosi dentro l'hangar nel 1939; il biplano, invece, venne requisito per lo sforzo bellico, dispiegato in un'unità d'addestramento al volo e dopo la guerra dichiarato inservibile e demolito.
"Lores" Bonney morì nella sua casa di Miami, sobborgo di Gold Coast, nel 1994 all'età di 96 anni; dopo i funerali la salma venne cremata.
A seguito della sua impresa più famosa, in suo onore venne istituito il Bonney Trophy, tuttora assegnato annualmente alla più meritevole donna pilota britannica.
Un lungofiume lungo il Brisbane è stato intitolato a "Lores" Bonney.